# Кувай (Мордовия)
Кувай — посёлок в Леткинском сельском поселении Старошайговском районе Республики Мордовия.

## География
Расстояние до районного центра Старое Шайгово — 9 км.
Расстояние до областного центра: Саранск — 40 км.
Расстояния до аэропорта Саранск — 44 км.
Ближайшие населенные пункты Летки 3 км, Мизеряне 3 км, Николаевка 4 км, Красная Поляна 6 км, Старое Акшино 6 км, Лемдяй 7 км, Лемдяйский Майдан 7 км, Подверниха 7 км, Старая Теризморга 7 км, Клад 7 км, Ровный 9 км, Старое Шайгово 9 км, Новая Обуховка 9 км, Загорный 10 км, Сарга 10 км, Новое Акшино 10 км.

## Название
Название «Кувай», вероятно, восходит к мордовскому «кувика ляй» — "долгий, длинный овраг с источником". Аналогичные названия встречаются и в соседних с Мордовией областях, где проживает мордовское население. Так, например, в Ульяновской области этот гидротопоним бытует в ряде районов: Кувайка — речка, правый приток Барыша; Кувай — овраг в Барышской Дурасовке, Кувай —  ключ в Базарном Сызгане. А также населённые пункты — Малый Кувай, Большой Кувай и Кувай в Оренбургской области.

## История
Основан в годы коллективизации 1929 году, переселенцами из села Летки. В "Списке населенных пунктов Средне-Волжского края (1931) Кувай — посёлок из 9 дворов. 

## Население
| 2002 | 2010 |
| ---- | ---- |
| 15   | ↘9   |

## Природа
На горе произрастает дуб черешчатый, приблизительно возраст которого равен 100 лет. В близлежащих лесах обитают кабаны, лисы, ежи.

## Улицы
В посёлке одна улица из 8 домов, носящая название Центральная. В горной местности расположен родник.